# Lydie Denier
Lydie Denier (sinh ngày 15 tháng 4 năm 1964) là một người mẫu và diễn viên người Pháp. Cô đã xuất hiện trong nhiều bộ phim truyền hình và phim.

## Cuộc sống ban đầu
Cô sinh ra ở Saint-Nazaire, Pháp. Denier lớn lên ở Martinique, đang theo học tại Lycee Shoelcher ở Fort-de-France.

## Sự nghiệp
Khi cô 14 tuổi, cô trở thành người mẫu, xuất hiện trên các tạp chí bao gồm Vogue và ELLE. Cô bắt đầu đi du lịch khắp thế giới khi cô 16 tuổi, dành thời gian ở Châu Phi, Caribe và Đức, nơi cô có được hợp đồng thu âm đầu tiên với Polygram, với tư cách là một ca sĩ ballad.
Cô đến thăm Los Angeles vào kỳ nghỉ và quyết định ở lại và theo đuổi sự nghiệp diễn xuất. Cô bắt đầu xuất hiện trong các video và quảng cáo trong khi cô trau dồi kỹ năng tiếng Anh và học diễn xuất. Năm 1988, cô có lần xuất hiện phim đầu tiên ở Mỹ trong Bulletproof, với Gary Busey. Cô xuất hiện trong một số phim truyền hình, nổi bật nhất là General Hospital, The Flash, Starman, và những phim khác.
Năm 1991, cô đã có một bước ngoặt lớn khi được chọn vào vai Jane Porter cho loạt phim Tarzán. Cô đã thu hút sự chú ý của Zalman King, người đã cho cô tham gia một vai trong Wild Orchid II: Two Shades of Blue cũng như xuất hiện trong loạt phim Red Shoe Diaries. Năm 1996, sau khi xuất hiện trong Silk Stalkings, Tarzan: The Epic Adventures, Conan the Adventure, và The New Adventures of Robin Hood, cô đã được chọn vào vai một điệp viên trong loạt phim Acapulco HEAT
Năm 2000, cô phát hành lịch của riêng mình. Cô tiếp tục xuất hiện trong các bộ phim và chương trình truyền hình như Spin City, Gilmore Girls và Hammerhead.
Cô sống ở Laguna Beach, California.

## Phim trường một phần
- Starman: "Sự trở lại" (1986) với vai Darcy
- Paramedics (1988) là Liette
- Bulletproof (1988) là Tracy
- General Hospital (1989) là bác sĩ Yasmine Bernoudi
- China Beach (hai tập, 1989 1901990) với vai Danielle
- Satan's Princesss (1990) trong vai Nicole St. James
- The Flash: "Honor Among Thief" (1990) với vai Kate Tatted
- Wild Orchid II: Two Shades of Blue (1991) với tên Dominique
- Baywatch (1991) là tiếp viên người Pháp [3]
- Tarzán (1991 Lời1994) trong vai Jane Porter (Tarzan)
- Nhật ký giày đỏ: "Talk to me baby" (1992) với vai Elaine
- Cuộc xâm lược quyền riêng tư (phim năm 1992) với vai Vicky
- Perfect Alibi (phim năm 1995) với vai Jeannine
- Melrose Place Season 4 một tập 1996 Dead Sisters Walking
- Tarzan: The Epic Adventures (1996101997) với vai Olga de Coude
- Silk Stalkings: "Night of the Parrot" (1997) với vai Danielle
- Nhà thám hiểm Conan (1997) trong vai Katrina
- Những cuộc phiêu lưu mới của Robin Hood: tập: "Trẻ mồ côi" (1998) với vai Emily, người giúp việc và "Sát thủ" (1998) trong vai nữ bá tước Emily Du Monde
- Acapulco HEAT (1998 Hàng1999) trong vai Nicole
- Spin City: "Câu chuyện về bốn thành phố" (2002) với tên Simone
- Gilmore Girls: "Lễ Tạ ơn của Hàn Quốc" (2002) với tên Monique Clemenceau
- Hammerhead: Shark Frenzy (2005) trong vai bác sĩ Mendoveko